# Elephantomyia pleurolineata
Elephantomyia pleurolineata är en tvåvingeart som beskrevs av Alexander 1956. Elephantomyia pleurolineata ingår i släktet Elephantomyia och familjen småharkrankar. Inga underarter finns listade i Catalogue of Life.